# 龍田寮事件
龍田寮事件（たつたりょうじけん）とは、1953年（昭和28年）から2年間、熊本県熊本市黒髪町下立田（現在は中央区黒髪5丁目）にあった龍田寮の児童（父母がハンセン病療養所菊池恵楓園の児童、いわゆる未感染児童）の通学をめぐっておきた教育行政上の問題である。人権・教育権・医療と科学など重要な課題を、学校、教育行政、父母、地域住民、さらに国政の場にも投げかけた、全国的に注目された問題であった。学校の名前をとって黒髪校事件ともいう。

## 問題発生まで 患者携帯児童と児童託児所
ハンセン病療養所に患者が入所するにあたって、その扶養するあるいは、携帯する健康な児童の取り扱いが問題となった。できるだけ親族に相談の上、これを引き取らせるか、それができない時は、九州療養所の場合は、待労院に委託した。その際は毎月委託料が必要であった。昭和6年にらい予防協会ができてからその一部の予算を使うなど、苦心があった。以前の患者携帯児の名簿を示す。
| 児童 | 性 | 年齢 | 委託先 | 保育料  |
| ---- | -- | ---- | ------ | ------- |
| 1    | 女 | 2歳  | 待労院 | 7円     |
| 2    | 女 | 7歳  | -      | 7円     |
| 3    | 女 | 7歳  | 待労院 | 7円     |
| 4    | 女 | 8歳  | 待労院 | 1円50銭 |
| 5    | 女 | 8歳  | 待労院 | 1円50銭 |
| 6    | 女 | 8歳  | 待労院 | 1円50銭 |
| 7    | 男 | 8歳  | -      | 7円     |
| 8    | 男 | 8歳  | 親族   | 7円     |
| 9    | 男 | 9歳  | -      | 7円     |
| 10   | 女 | 9歳  | 親族   | 7円     |
| 11   | 女 | 9歳  | 親族   | 7円     |
| 12   | 女 | 9歳  | 待労院 | 5円     |
| 13   | 女 | 11歳 | 親族   | 1円50銭 |
| 14   | 女 | 11歳 | 待労院 | 1円50銭 |
| 15   | 男 | 11歳 | 待労院 | 1円50銭 |
| 16   | 女 | 12歳 | 待労院 | 1円50銭 |
| 17   | 女 | 12歳 | 待労院 | 1円50銭 |
| 18   | 女 | 13歳 | 待労院 | 1円50銭 |
| 19   | 女 | 14歳 | 待労院 | 1円50銭 |
| 20   | 女 | 14歳 | 待労院 | 1円50銭 |
| 21   | 男 | 14歳 | 親族   | 7円     |
| 22   | 女 | 14歳 | 親族   | 5円     |
| 23   | 女 | 15歳 | 待労院 | 1円50銭 |
| 24   | 男 | 16歳 | 待労院 | 1円50銭 |
| 25   | 女 | 16歳 | 待労院 | 1円50銭 |
| 26   | 女 | 19歳 | 待労院 | 1円50銭 |

## 恵楓園という保育施設
ハンセン病の療養所である九州療養所には、患者の子弟を収容する、らい予防協会立「恵楓園」という保育施設が1935年（昭和10年）設立された。1941年（昭和16年）九州療養所は国立療養所菊池恵楓園と改名した。ハンナ・リデルが創設したハンセン病病院回春病院も同年に廃止されて、らい予防協会に寄贈され、回春病院から寄贈された7万円のうちの、19,800円で菊池恵楓園での保育所と同規模の龍田寮が建築された。以前の「恵楓園」に入所していた患者の子弟を収容することになった。学童もいたので、黒髪小学校龍田寮分校が開かれたが、教師も助教諭が一人と少なく、教育も行き届かなかった。中学生、高校生は地元の中学、高校に通学していた。菊池恵楓園は、1942年（昭和17年）より恵楓園は龍田寮の児童を黒髪校本校に通学させたいと要求し、熊本市は了解したが黒髪校の保護者の強い反対で、時期尚早として葬り去られていた。

## 菊池恵楓園園長の申し入れ
菊池恵楓園園長の宮崎松記は、1953年（昭和28年）11月黒髪校を訪れ、龍田寮児童の問題を1954年（昭和29年）4月まで解決してほしいと申し入れた。校長はPTAの反対があるので、了承があれば通学させていいと返事した。PTA会長瀬口龍之介（当時熊本県県会議長）を訪ねたが、瀬口は慎重に対処しなければならないと言い、話が進展しなかった。宮崎は熊本法務局に対して、12月2日に「龍田寮非らい健康児童の黒髪校本校通学に関する差別取扱い撤廃」の申告書を提出した。これを聞いた瀬口は、「この問題は啓発活動が先行しなければならない。しまった。」と漏らしている。宮崎松記も瀬口龍之介も医師であり、前者は国の医療機関の代表者、後者は県の政治に関与している人である。出発から平行線であったが児童、教師、保護者、校区民を巻き込み全国的に注目する事件となった。

## 龍田寮に収容された58名中の小学校各学年
文献にある数を示す。
| 学年 | 男 | 女 | 計 |
| ---- | -- | -- | -- |
| 1年  | 1  | 3  | 4  |
| 2年  | 2  | 2  | 4  |
| 3年  | 1  | 3  | 4  |
| 4年  | 2  | 2  | 4  |
| 5年  | 3  | 2  | 5  |
| 6年  | 1  | 1  | 2  |
| 計   | 10 | 13 | 23 |

## PTA総会と行政側の方針
12月9日、PTA総会が開かれ、宮崎、瀬口の外に市教育委員長、教育長、地元の市会議員も出席した。アンケートの結果家庭数1,266のうち、回答数1,229、通学を認める賛成は420 (34%)、反対は795 (64%)、中立14 (2%) であった。
熊本地方法務局は1）同じ条件である全国の外の5つの施設ではトラブルもなく仲良く勉強している。2）九州大学細菌学教授戸田忠雄、皮膚科教授樋口謙太郎は「現状なら、らい感染は考えられない」という意見書を出した。
法務・文部・厚生の3省は「通学拒否は妥当ではない」という線をうちだした。
この3項に基づいて、3月1日、熊本法務局長室で、法務局、市教育委員、恵楓園側から出席して次の方針が決定された。
1) 市教育委員会は昭和29年4月以降、龍田寮児童を全面的に黒髪小学校本校に通学させる。2) 菊池恵楓園は、前記通学児童にたいする健康管理をいっそう厳密にする。

## 反対運動おこる
1954年3月1日、黒髪校校庭で町民大会が開かれた。当時の意見は
1954年3月10日、岡本教育委員長は市議会において、「入学許可の結論に達した」と答えた。11日、ラジオでこれが放送されたが、PTAはますます態度を硬化させた。11日夜、反対派約500名が市教育委員会に陳情デモを行った。同12日、同盟休校を断行すると述べた。これより先、関係者委員会を主催した際に、反対派から「第三者の診断次第であえて反対しないという発言があった。

## 同盟休校
4月2日、熊本大学皮膚科で、新入学生4人の診察がおこなわれ、異常がなかったので4月7日市教育委員会は明8日から通学させると通告した。これを不満とした反対派は4月8日から同盟休校に入った。4月8日、黒髪校校門に大きな字で「らいびょうのこどもと、いっしょにべんきょうせぬように、しばらくがっこうをやすみませう。」などと張り紙がでた。熊本日日新聞の社説（4月10日付）には、「ここには故意に子供たちに深い印象を与えることを目的として、愛情の名にふさわしからぬ憎しみが露呈する」と述べた。龍田寮の1年生4人（男児1人、女児3人）は2人の保母とともに登校した。全校生徒1,928名のうち登校したのは76名であった。5日目は312名が出席した。反対派は17箇所の自習場で寺子屋式の授業となった。その後、市議会文教委員会4月21日に次の調停案が出された。4月末日までの休校を指示し、再度熊本大学の診断を受けること。それで、4月27日、熊本大学皮膚科で再度診断を受けた。。その結果、4名のうちの1名は要観察ということになった。このことで、入学反対の焔が再び燃え上がった。5月1日、市文教委員会は3名を通学させ、1名を龍田寮内の分校から通学させるという最終的な調停案をだし、これが受け入れられた。当時の小学校長は心労のため健康を害し、小崎東紅が急遽、黒髪小学校校長に就任した

## 混乱は続く
しかし、1954年6月15日、通学反対派が龍田寮そのものを廃止せよと訴えた。その後両者から入り乱れて陳情合戦ということになった。大達茂雄文部大臣も熊本県庁にきて両者から陳情攻めにあった。参議院文部委員会においても陳情合戦がおこなわれた。10月7日の参議院文部委員会での発言は
なお、宮崎園長は反対派のパンフレットの療児からの発病については、寮内の発病でないと説明している。その後、市教育委員会は次年度の児童を入学させる（一部は外の学校や残留がある）解決原案を発表したが、反対派から拒否されてしまった。PTAの通学賛成派と反対派は真相発表の集会を開き、ある時は100メートルも離れていない所でおこなった。1955年（昭和30年）、入学通知書を出すと、反対派の3名の会員が市教育委員会前でハンガー・ストライキに入った。

## 高橋守雄と鰐淵健之の調停
熊本商科大学学長高橋守雄と熊本大学学長鰐淵健之が斡旋にのりだし、高橋学長が責任をもって児童（男児1人、女児2人）をひきとり通学させることとなり、155時間にわたるハンストは中止となった。前の文章は自宅に預かりとあるが、高橋守雄の自宅は別の校区である。この文献によると、某所に預かりとあり、黒髪校区である。1955年度の入学式はそれでも4月18日に延期になった。つきそいは、保母でなく、他校の女性教師がつとめた。校長小崎東紅は、「寮児がはいった新1年のクラスに反対派のリーダーの孫が清掃に行かせてほしいと申し出たことが嬉しかった。このほかに反対派の子や孫たちが新しく入ってきた子供たちを、いとおしむ暖かい心があったことが救いだった」と述べている。

## その後
黒髪校では、その学童が他の児童養護施設に引き取られるまで、きわめて微妙な対応に迫られていた。学童の周りには賛成派で固め、席替えもなく、特に給食にも気をつかった。学籍簿は校長にも知らされなかった。1955年秋から子供たちは、親戚や熊本県下10か所の児童養護施設に極秘に引き取られていった。それから2年後の1957年（昭和32年）10月には、龍田寮の用途廃止が決定された。